# 崔田民
崔田民（1912年3月2日—1991年11月16日），原名崔逢吉，中国人民解放军中将，1955年获一级八一勋章、一级独立自由勋章、一级解放勋章，1988年获一级红星功勋荣誉章。

## 生平
1991年11月16日19时05分在北京逝世，享年79岁。著有《三支枪起家》。